# 五斗蒔パーキングエリア

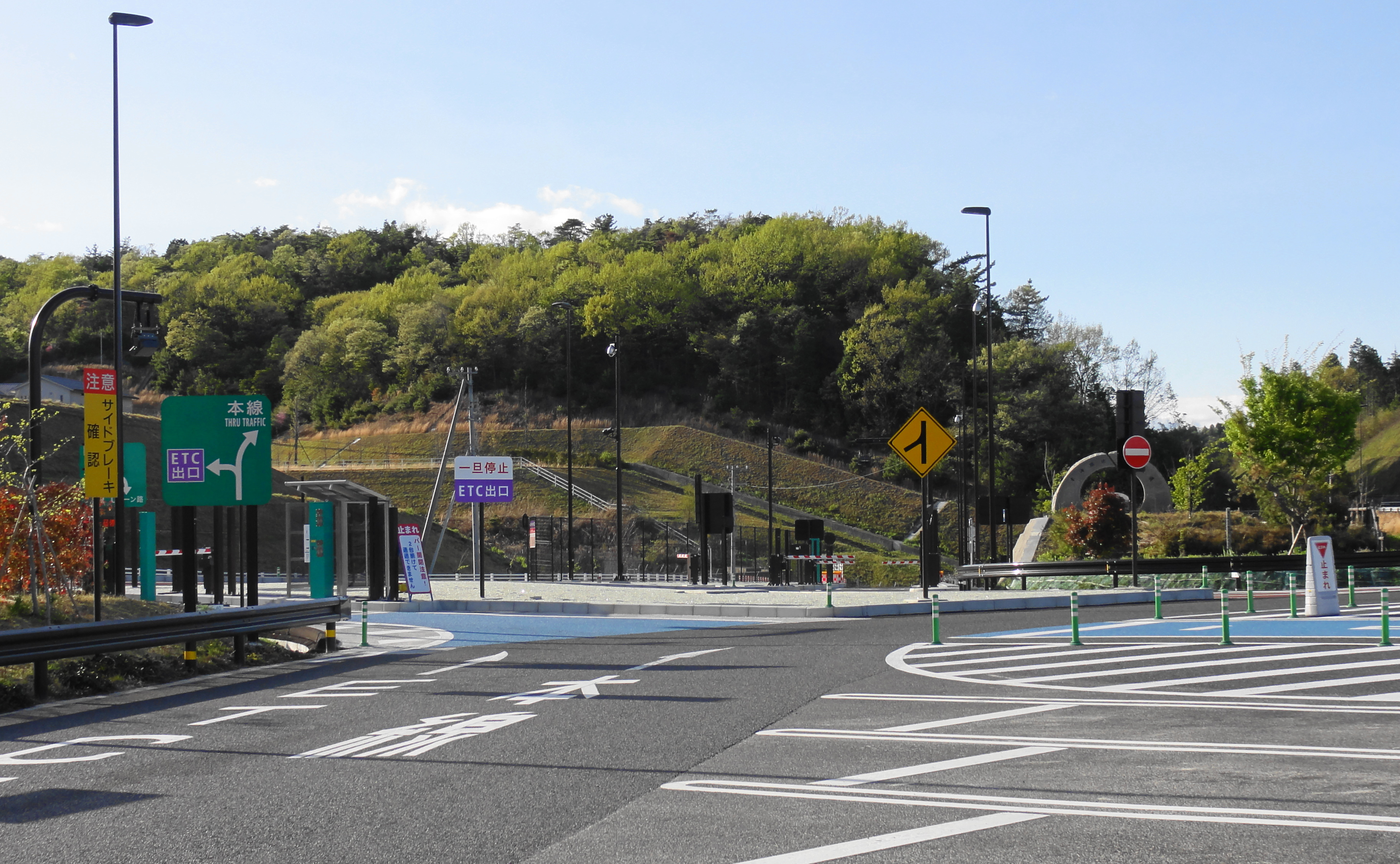
左：スマートIC、右：モニュメント

五斗蒔パーキングエリア（ごとまきパーキングエリア）は、岐阜県土岐市にある東海環状自動車道のパーキングエリアである。2013年2月28日にスマートインターチェンジが供用開始された。
SICは両回りとも全車種24時間利用可、PA利用後も流出可。SIC流入時はPA利用不可。

## 歴史
- 2005年3月19日 : 豊田東JCT - 美濃関JCT間が開通。
- 2007年12月16日13時 : 供用開始[2]。
- 2011年3月1日 : 土岐市道との連結許可書が伝達される[3]。
- 2011年6月9日 - 6月20日：進入ランプ部付近の法面崩落のため内回り施設を一時閉鎖[4]。
- 2013年2月28日11時 : スマートインターチェンジ供用開始[5]。

## 施設

### 外回り（土岐・豊田方面）
- 駐車場
  - 大型 5台
  - 小型 10台
  - 身障者用 1台
  - トレーラー 1台
  - 二輪車用 4台
- トイレ　男性 大2(洋2)・小3　女性5(洋5)
- 自動販売機

### 内回り（美濃加茂・美濃関方面）
- 駐車場
  - 大型 5台
  - 小型 10台
  - 身障者用 1台
  - トレーラー 1台
  - 二輪車用 4台
- トイレ　男性 大2(洋2)・小3 女性5(洋5)
- 自動販売機
- 東海環状自動車道 着工・開通モニュメント

## 隣
C3 東海環状自動車道
(30-1)土岐JCT - (PA/7-1)五斗蒔PA/SIC - (8)可児御嵩IC